# Marte (Nigéria)
Marte é uma área de governo local no estado de Borno, na Nigéria, na costa ocidental do Lago Chade. Sua sede fica na cidade de Marte.
Possui uma área de 3,154 km² e uma população de 129,370 segundo o censo de 2006.
O código postal da área é 611.